# Лары
Ла́ры (лат. lares) — по верованиям древних римлян божества, покровительствующие дому, семье и общине в целом. Фамильные лары были связаны с домашним очагом, семейной трапезой, с деревьями и рощами, посвящавшимися им в усадьбе. К ним обращались за помощью в связи с родами, обрядом инициации, бракосочетанием, смертью. Августин приводит мнение Апулея, что после смерти добрые люди становятся ларами (лат. lares).
Считалось, что они следят за соблюдением традиционных норм во взаимоотношениях членов фамилии, наказывают нарушителей, в частности господ, слишком жестоких к рабам. Рабы искали защиты от гнева хозяина у домашнего очага или алтаря ларов и активно участвовали в их культе, впоследствии преимущественно обслуживавшемся именно рабами. Глава фамилии был верховным жрецом культа ларов.
Виды ларов:
- Lares Compitales — компитальных ларов почитали на перекрёстках как покровителей соседской общины и добрососедских отношений. На перекрёстках сооружались святилища с числом отверстий, равным числу примыкавших к перекрёстку усадеб. Здесь главами семей развешивались куклы и шерстяные шары, изображавшие соответственно свободных членов семьи и рабов. Возможно, этот ритуал восходит к практике человеческих жертвоприношений ларам как хтоническим божествам, отсюда их неясная связь с хтонической Ларентой-Ларундой, Манией и иногда отождествлявшейся с ней матерью ларов, получавшей в виде жертвы бобовую кашу.
- Lares Domestici — дома
- Lares Familiares — семьи
- Lares Patrii — отцовские, возможно, отождествлялись с духами предков
- Lares Permarini — моря
- Lares Praestitis — государства
- Lares Privati — частные (в противовес общественным Lares Publici)
- Lares Rurales — земли
- Lares Viales — путешественников

Праздник компиталий сопровождался общей трапезой, шутками, песнями, плясками, состязаниями за призы. Новобрачная, переходя в фамилию и соседскую общину мужа, приносила монету домашним и компитальным ларам.
Компиталии, в которых участвовали и рабы, и свободные, были наиболее демократичным римским праздником, связывавшимся с «царем-народолюбцем», сыном рабыни и лара — Сервием Туллием. Коллегии плебеев и рабов обслуживали культ компитальных ларов. Август в 12 до н. э. реформировал культ ларов, образовав его коллегии из рабов, отпущенников и плебеев в каждом квартале Рима и других городов, и соединил с культом своего гения. Однако в домах и имениях лары продолжали почитаться коллегиями рабов и отпущенников вплоть до полного падения язычества. Изображались фамильные и соседские лары в виде двух юношей в собачьих шкурах и с собакой (как бдительные хранители).
В провинциях лары отождествлялись с божествами родоплеменных и сельских общин. Некоторые современные исследователи связывают ларов с предками, другие считают их духами растительности и земельных участков.